# Lembit Ulfsak
Lembit Ulfsak, né le 4 juillet 1947 à Koeru (République socialiste soviétique d'Estonie) et mort le 22 mars 2017 à Tallinn (Estonie),, est un acteur soviétique puis estonien. Il jouait aussi bien en estonien qu'en russe.

## Biographie
Lembit Ulfsak nait le 4 juillet 1947 à Koeru. En 1970, il sort diplômé de la faculté d'acteurs du conservatoire de Tallinn. En 1971, il intègre la troupe du théâtre de la jeunesse de Tallinn, qu'il quitte en 1978, pour le théâtre dramatique de Tallinn Viktor Kingissepp. Du 1985 au 1994, il est acteur des studios Tallinnfilm.
En 1976, Lembit Ulfsak incarne Till l'Espiègle dans le film La Légende de Till d'Alexandre Alov et Vladimir Naoumov.
Acteur de genre, il excelle dans les rôles excentriques comme Robertson Ay dans Mary Poppins, au revoir de Leonid Kvinikhidze (1983). En 1984, il apparaît dans le rôle de Hans Christian Andersen dans Akademia pana Kleksa de Krzysztof Gradowski, adapté d'une série de livres pour enfants de Jan Brzechwa qui retracent les aventures de Pan Kleks (Monsieur Tachedencre), le directeur d'une académie de magie. Aussi inoubliable est son Jacques Paganel dans À la recherche du capitaine Grant de Stanislav Govoroukhine adapté du roman Les Enfants du capitaine Grant de Jules Verne en 1985.
Après la dislocation de l'Union soviétique, les réalisateurs russes font appel à lui pour incarner les estoniens. Ses rôles les plus marqués de cette période sont le chef de la police Neumann dans la série télévisée Issaïev (2009) de Sergueï Oursouliak et le docteur Teppe dans le film La Fin d'une belle époque (2015) de Stanislav Govoroukhine.
En 2013, il fait partie de la distribution des Mandarines de Zaza Urushadze. En 2015, le film est nommé aux Oscars et aux Golden Globes dans la catégorie du meilleur film étranger. 
Il meurt d'un cancer le 22 mars 2017 et sera enterré au cimetière boisé de Tallinn auprès de ses parents.

## Filmographie partielle

### Comme réalisateur
- 1987 : Keskea rõõmud
- 1992 : Lammas all paremas nurgas

### Comme acteur

#### À la télévision
- 1983 : Mary Poppins, au revoir (téléfilm musical) : Robertson Ay
- 1986 : À la recherche du capitaine Grant (téléfilm en sept épisodes) : Jacques Paganel
- 1993 : Candles in the Dark de Maximilian Schell (téléfilm) : M. Omeltchenko
- 2009 : Issaïev (ru) (série télévisée) de Sergueï Oursouliak : chef de la police Neumann

#### Au cinéma
- 1969 : Le Conte du tchékiste (Povest' o chekiste)
- 1971 : Tuuline rand : Sander
- 1971 : Tuulevaikus : Tuisu Taavi
- 1972 : Don Juan Tallinnas : Florestino
- 1972 : Väike reekviem suupillile : Jaan
- 1973 : Ukuaru : Aksel Laane
- 1976 : Minu naine sai vanaemaks : Son-in-law
- 1976 : Nave zem buras : William Garnett
- 1977 : La Légende de Till l'Espiègle (Legenda o Tile) : Til
- 1977 : Karikakramäng : Hans-Eerik (segment "Promenaad")
- 1978 : Le Maréchal de la révolution (Marchal revolyutsii) : Ouborévitch
- 1981 : Ya - Khortitsa
- 1981 : Pulmapilt : Lembit
- 1981 : C'était nos belles années (Kakie nashi gody!)
- 1981 : Ot Buga do Visly (Du Boug à la Vistule) : Pidkova
- 1982 : Teaduse ohver : Bruno
- 1982 : Karge meri : Toomas Andla
- 1983 : Tayna chyornykh drozdov (Le Secret des merles noirs), d'après Agatha Christie : Gerald Wright
- 1983 : Arabella, mereröövli tütar : Ruuge Tüüp
- 1984 : L'Académie de Monsieur Kleks (Akademia pana Kleksa) : Hans Christian Andersen
- 1985 : Le Contrat du siècle (Kontrakt veka)
- 1985 : Chéri, cher, bienaimé, unique... (Milyy, dorogoy, lyubimyy, edinstvennyy...)
- 1986 : La Chasse au dragon (Okhota na drakona)
- 1987 : Malédiction blanche (Beloe proklyate)
- 1987 : Concours de circonstances (Stecheniye obstoyatelstv)
- 1987 : Pendant qu'il est temps (Poka est vremya)
- 1987 : Keskea rõõmud : Hubert Raud
- 1988 : Retournement de sujet (Povorot syuzheta)
- 1989 : Ma pole turist, ma elan siin : Kramvolt
- 1989 : Doktor Stockmann : Toomas Stockmann
- 1990 : Ainult hulludele ehk halastajaõde : Andres
- 1990 : Regina : Tiit
- 1991 : Une idée géniale (Genialnaya ideya)
- 1991 : See kadunud tee : Prits
- 1991 : La Tentation de B. (Iskushenie B.) d'Arkadi Sirenko : Felix Sneguirev
- 1992 : Le Prix d'une tête (Tsena golovy)
- 1992 : Le Temps de votre vie (Vremya vashey zhizni)
- 1992 : Daam autos
- 1992 : Tule tagasi, Lumumba
- 1992 : Lammas all paremas nurgas : le père de Harri
- 1993 : Lza ksiecia ciemnosci : Ilmar Vint
- 1993 : Marraskuun harmaa valo : le bandit Uno Valg
- 1993 : Kapsapea (voix)
- 1994 : Tulivesi : Tui
- 1996 : Letters from the East : Mr. Ilves, propriétaire de ruches
- 1998 : Isa
- 2000 : Saamueli internet (voix)
- 2001 : Head käed : Adolf
- 2001 : Tulelaeva kulid
- 2001 : Le Cœur de l'ourse (Karu süda) : Simon
- 2001 : Lepatriinude jõulud : Goga (voix)
- 2003 : Perebisnes : le vieil homme
- 2003 : Yantarnye krylya : Robert
- 2004 : Ring : le père
- 2005 : Deus Ex Machina
- 2005 : Röövlirahnu Martin : Ruudi
- 2006 : Loin de Sunset Boulevard (Daleko ot Sanset Bulvara) : l'opérateur Berg
- 2006 : Tusenbröder - Återkomsten : Rein
- 2006 : Leiutajateküla Lotte : Oskar (voix)
- 2006 : Vedma : The Sheriff
- 2007 : Must lagi : le lecteur de poésie
- 2007 : La Chasse à l'ours (Medvezhya okhota)
- 2007 : Jan Uuspõld läheb Tartusse : Lembit Ulfsak
- 2008 : Mina olin siin : le père de Rass
- 2008 : Métropolite André (Vladyka Andrey) d'Oles Yanchuk : l'empereur François-Joseph
- 2010 : Punane elavhõbe : Tibla
- 2010 : Dilemma : l'homme du KGB
- 2011 : Rotilõks : le docteur
- 2011 : Lotte ja kuukivi saladus : Fred le chien / Oskar, le père de Lotte (voix)
- 2012 : L'Île solitaire (Odinokiy ostrov)
- 2012 : Le Gulfstream sous l'iceberg (Golfstrim pod aysbergom) : Safrak
- 2013 : Mandariinid (Mandarines) : Ivo
- 2013 : Väikelinna detektiivid ja valge daami saladus : Herman Krookus
- 2015 : Le Maître d'escrime (Miekkailija) : le grand-père de Jaan
- 2015 : La Fin de la belle époque (Konets prekrasnoy epokhi) : Teppe
- 2017 : Ikitie : Novikov

## Récompenses et distinctions
- Ordre de l'Étoile blanche d'Estonie de 4e classe : 2006[4]
- Ordre de l'Étoile blanche d'Estonie de 3e classe : 2017[5]